# 노구치 미즈키
노구치 미즈키(일본어: 野口 みずき, のぐち みずき, 1978년 7월 3일~)는 일본의 육상 선수로 주 종목은 마라톤이다. 나고야 마라톤 대회와 오사카 마라톤 대회에서 우승했고, 일본 국가대표 선수로서 2003년 세계 선수권 대회에서 은메달을 획득했다. 이후에 2004년 하계 올림픽 마라톤에서 금메달을 획득했다.

## 생애
노구치는 가나가와현에서 태어났으나 미에현 이세시에서 자랐다.
2002년 3월에 자신의 첫번째 마라톤 대회였던 나고야 여자 마라톤에서 2시간 25분 35초의 기록으로 우승했으며, 2003년 1월에 오사카 여자 마라톤 대회에서 2시간 21분 18초의 기록으로 우승을 차지했다. 같은 해 8월에 프랑스 파리에서 열린 2003년 세계 선수권 대회에서 2시간 24분 14초의 기록으로 케냐의 캐서린 은데레바의 뒤를 이어 은메달을 획득했다.
2004년 8월 22일에 노구치는 여자 마라톤 세계 기록 보유자인 영국의 폴라 래드클리프, 2003년 세계 선수권 대회 우승자인 케냐의 은데레바가 참가한 2004년 하계 올림픽 마라톤에서 우승했다. 노구치는 이 대회에서 케냐의 은데레바와 미국의 디나 캐스터를 꺾으며 2시간 26분 20초의 기록으로 금메달을 획득했고 대표팀 동료인 도사 레이코와 사카모토 나오코도 각각 5위와 7위에 올랐다.
2016년 나고야 여자 마라톤 대회를 끝으로 현역에서 은퇴했다.